# St. Luzia (Kerschenbach)

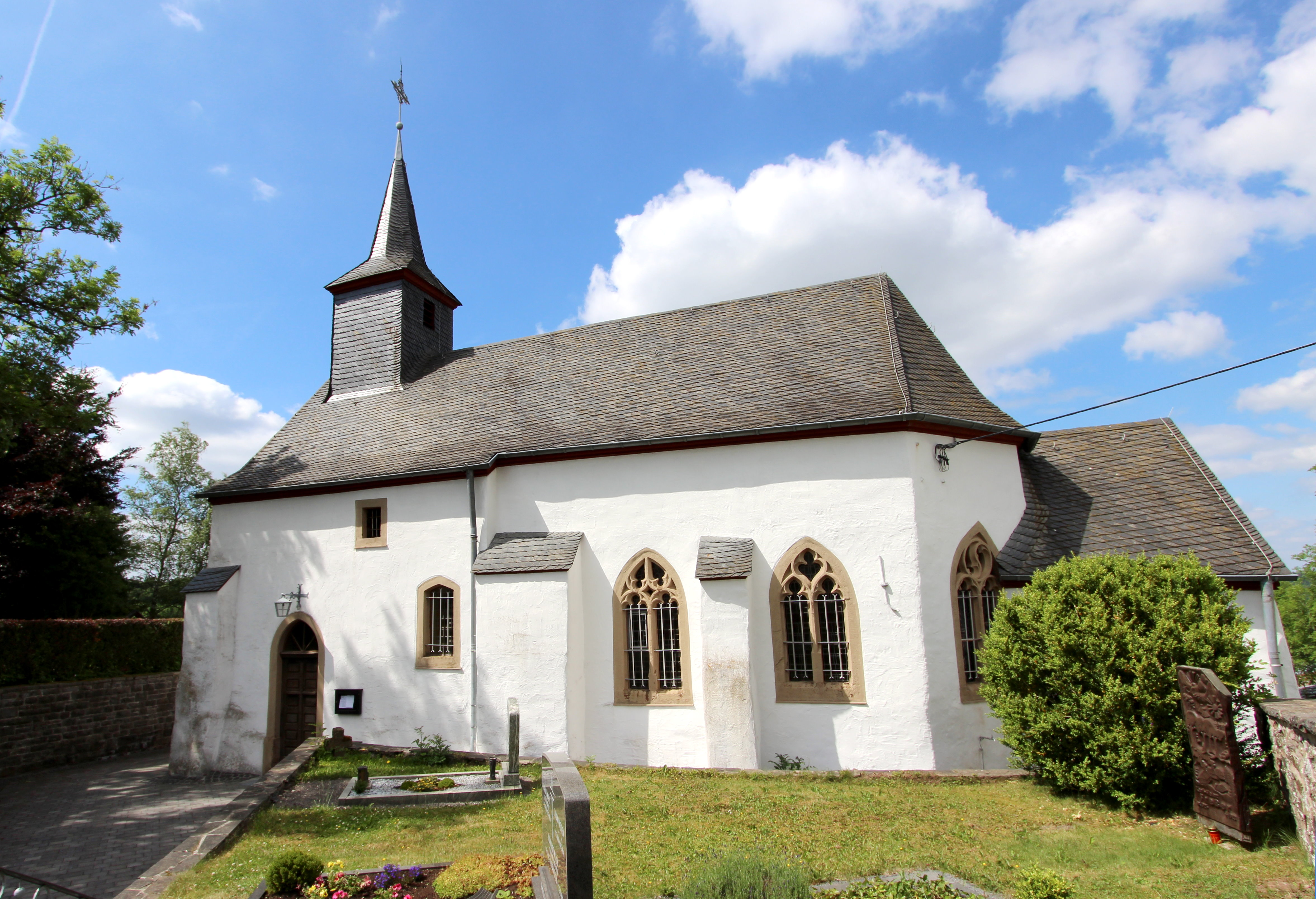
St. Luzia in Kerschenbach

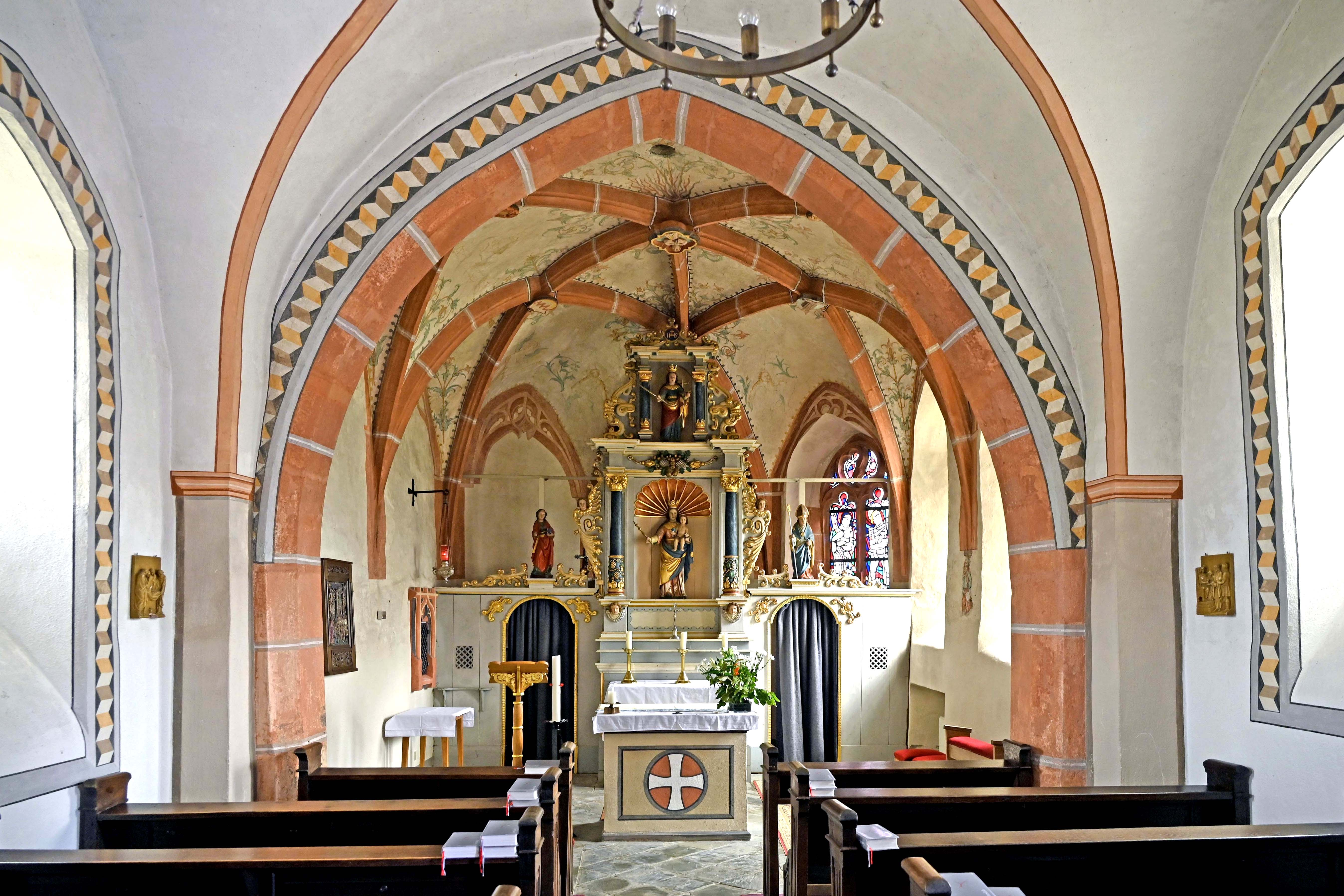
St. Luzia, Chor und Barockaltar

Die Kirche St. Luzia ist die römisch-katholische Kirche von Kerschenbach im Landkreis Vulkaneifel in Rheinland-Pfalz. Die Filialkirche gehört in der Pfarreiengemeinschaft Obere Kyll zum Pastoralen Raum Adenau-Gerolstein im Bistum Trier.

## Geschichte
Der spätgotische Saalbau mit zweijochigem Schiff von 1681 misst für Chor und Schiff jeweils 6 × 5 Meter. Der Chor hat eine mit Malereien verzierte Netzgewölbedecke, das Kirchenschiff ein Kreuzgewölbe. Die Kirche ist zu Ehren der heiligen Lucia von Syrakus geweiht.

## Ausstattung
Der hölzerne Säulenaltar (mit Altarwand) von 1685 zeigt die Figuren der Muttergottes mit Jesuskind, der heiligen Luzia (zweimal) und des heiligen Severin von Köln. Die Kirche verfügt noch über ein altes Holzrelief der Kreuzigung und über eine Pietà.

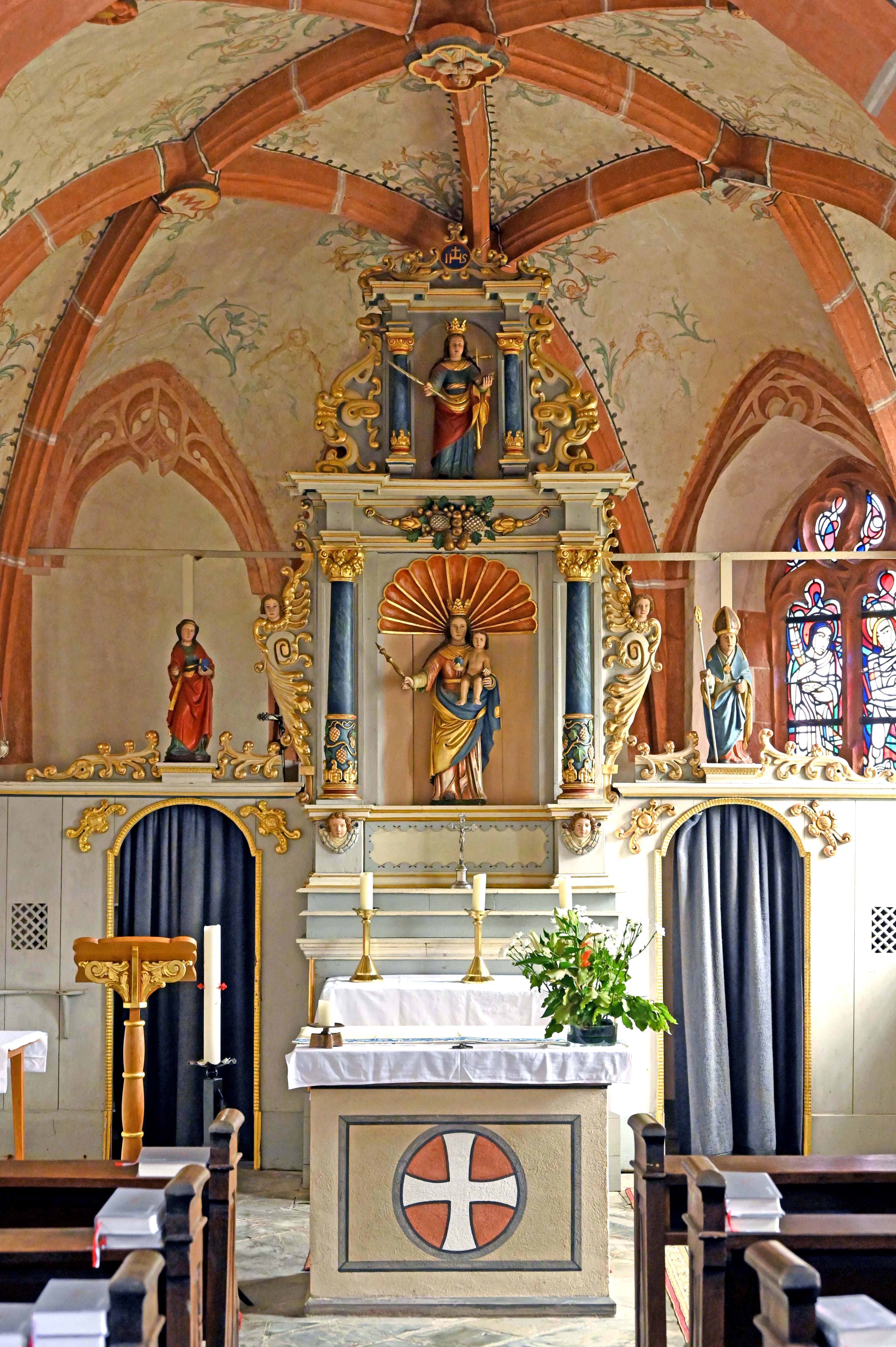
Hochaltar (1685)
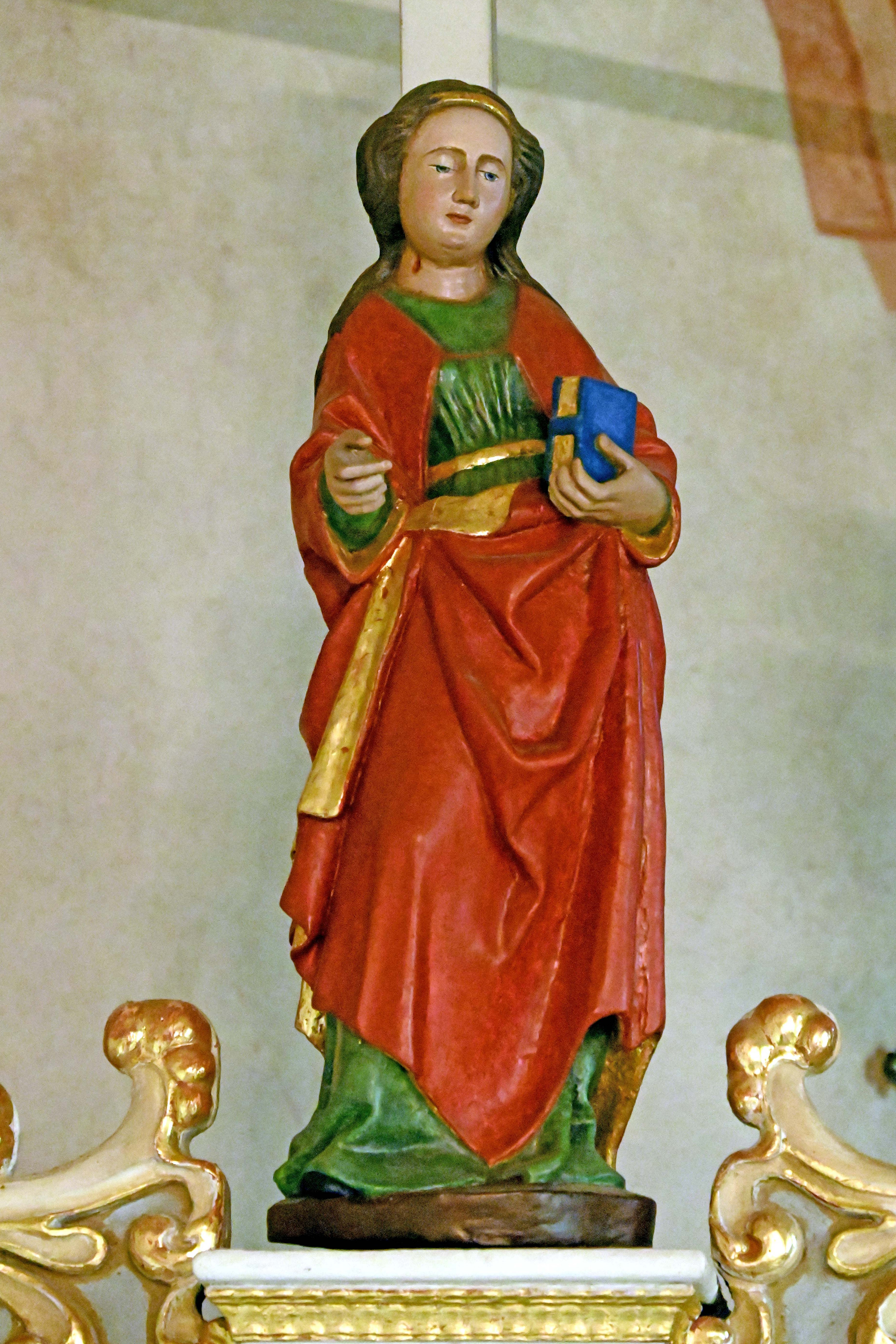
Statue St. Luzia
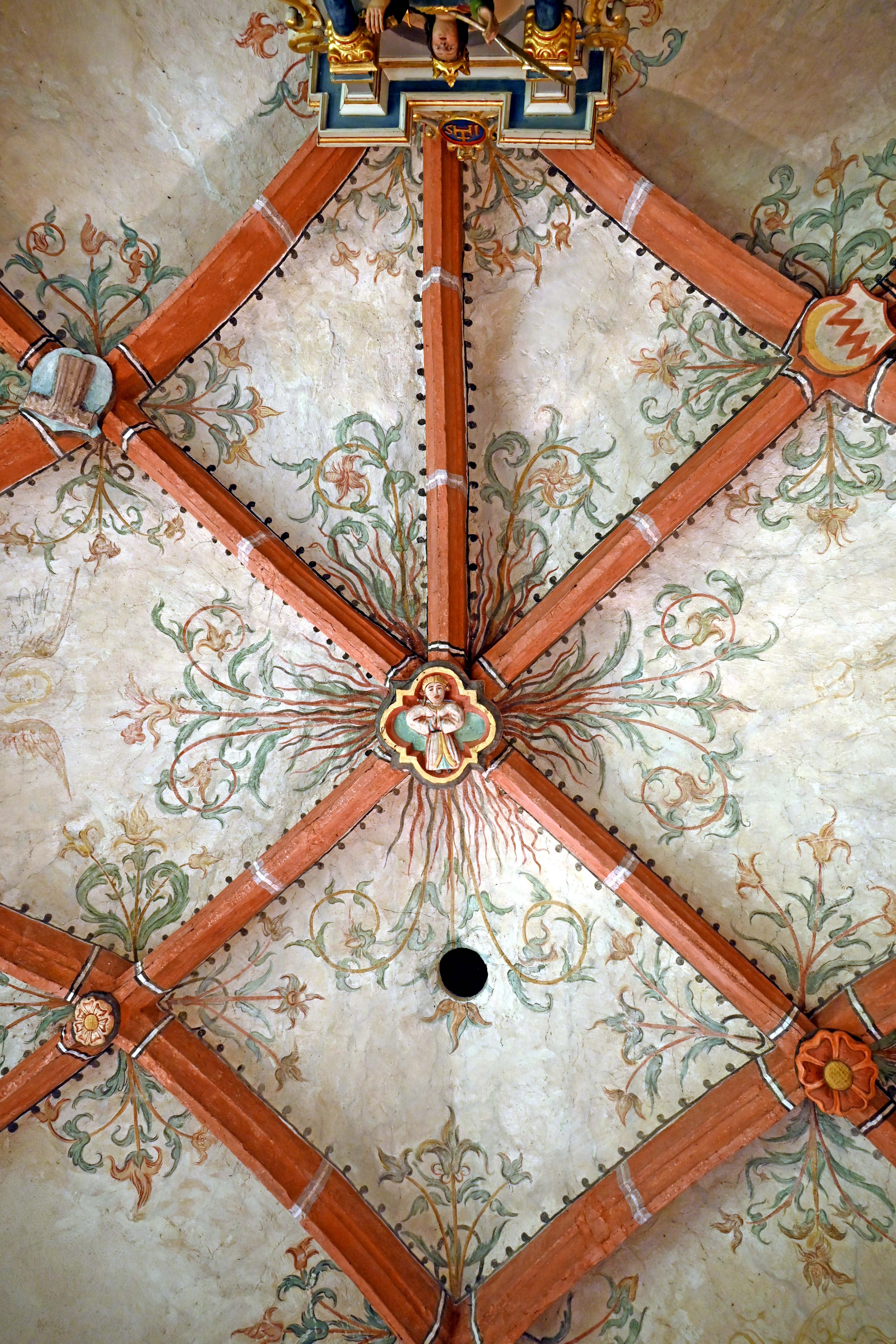
Gotisches Chorgewölbe
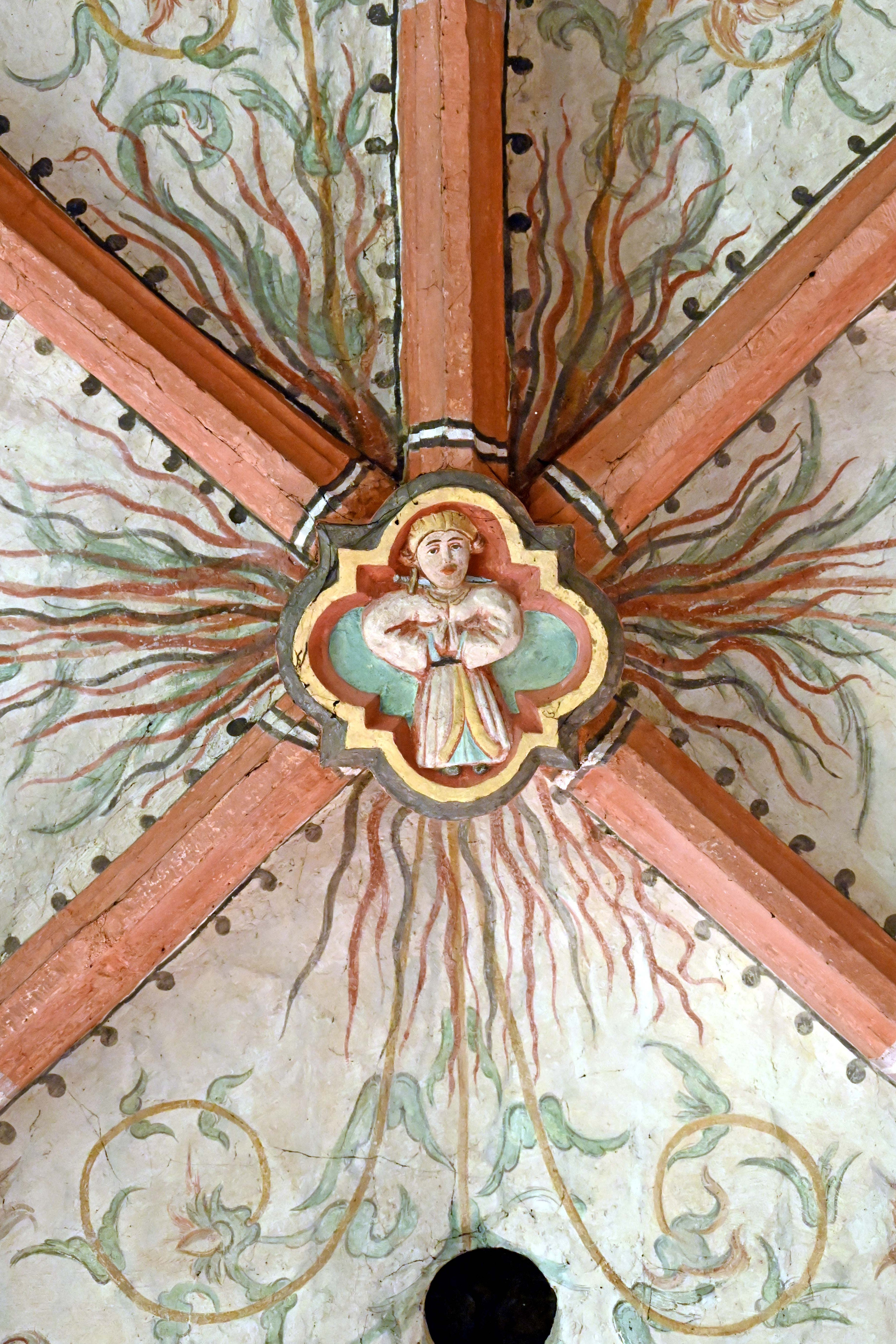
Schlussstein St. Luzia
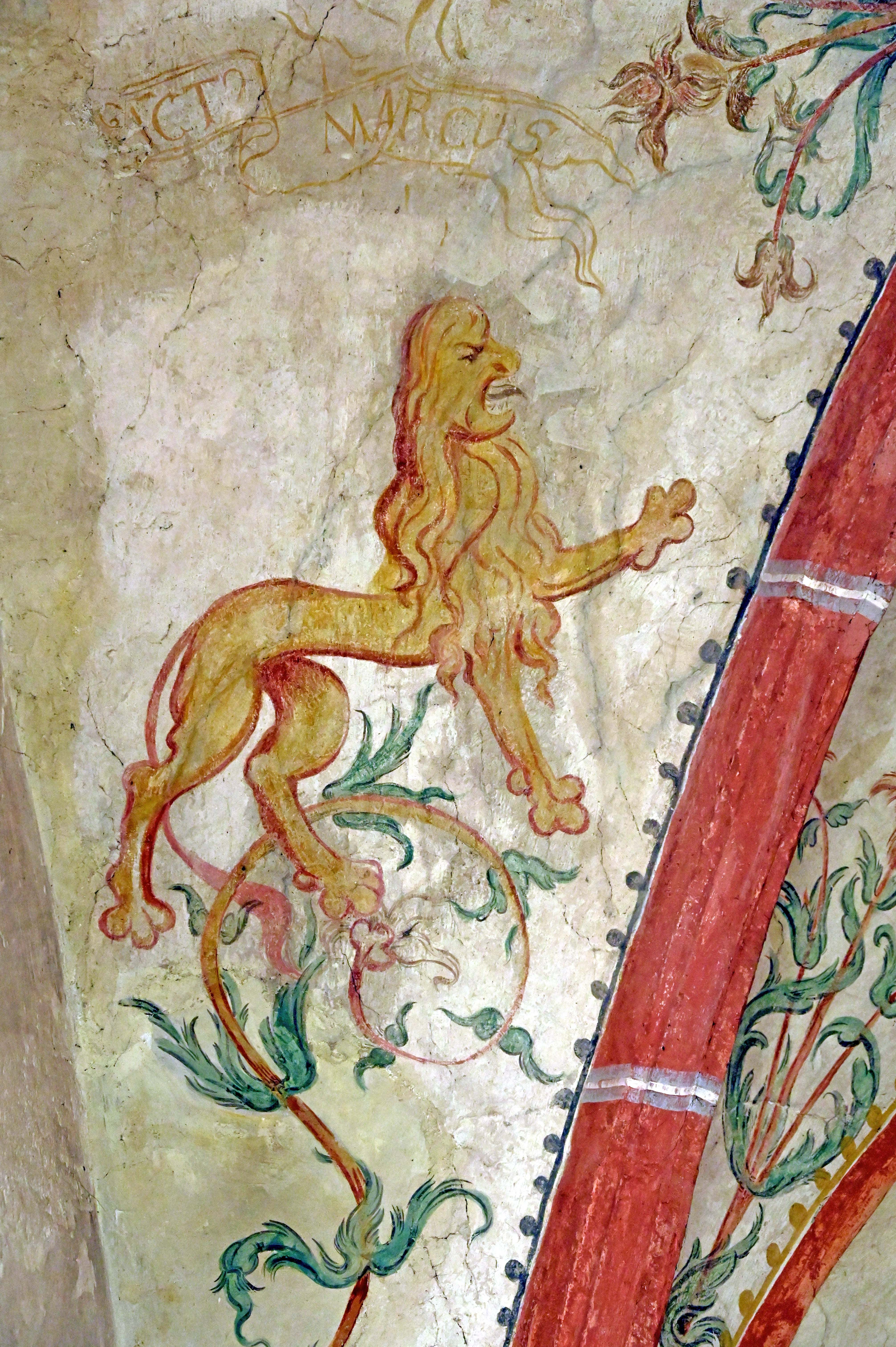
Deckenmalerei
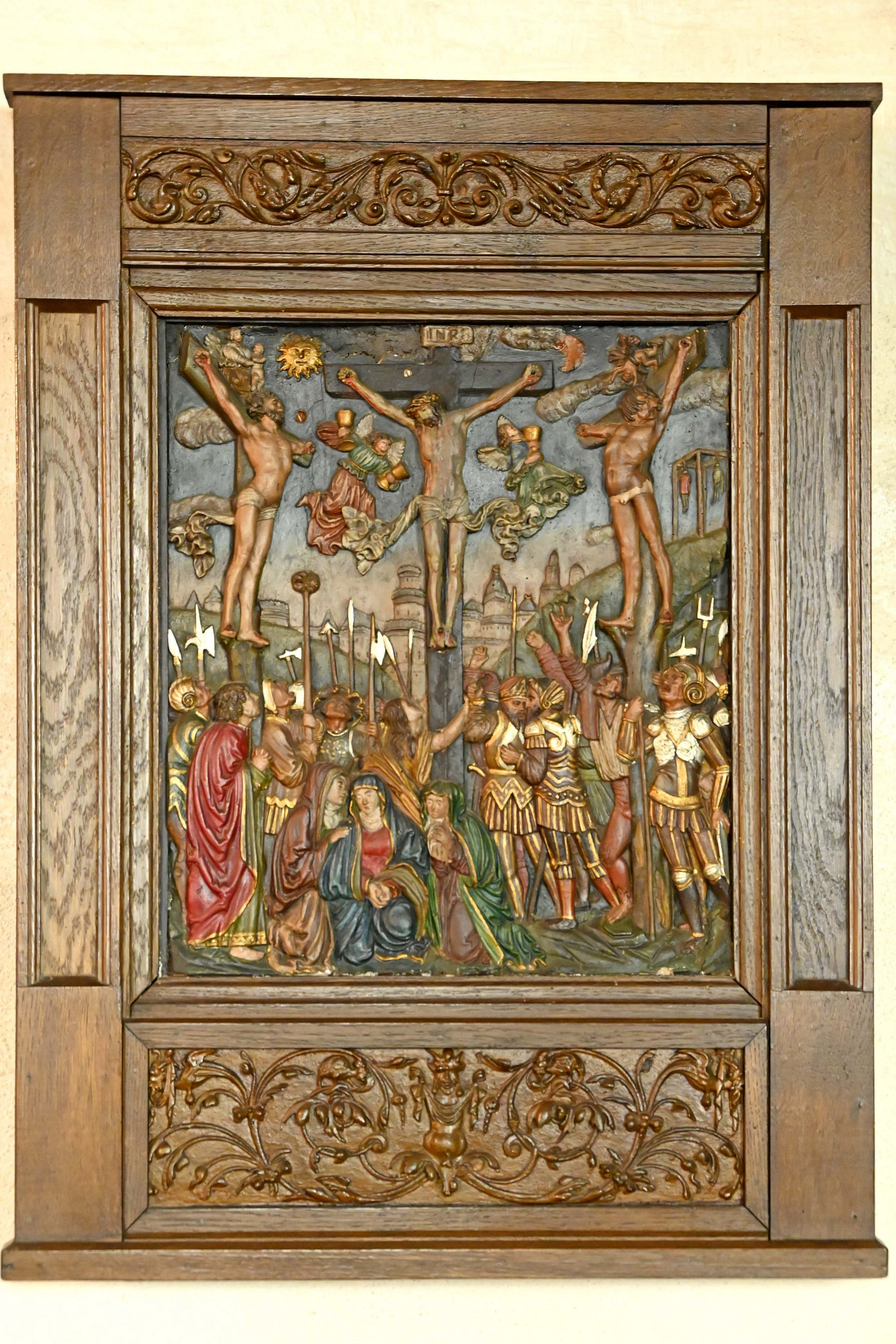
Kreuzigungsrelief
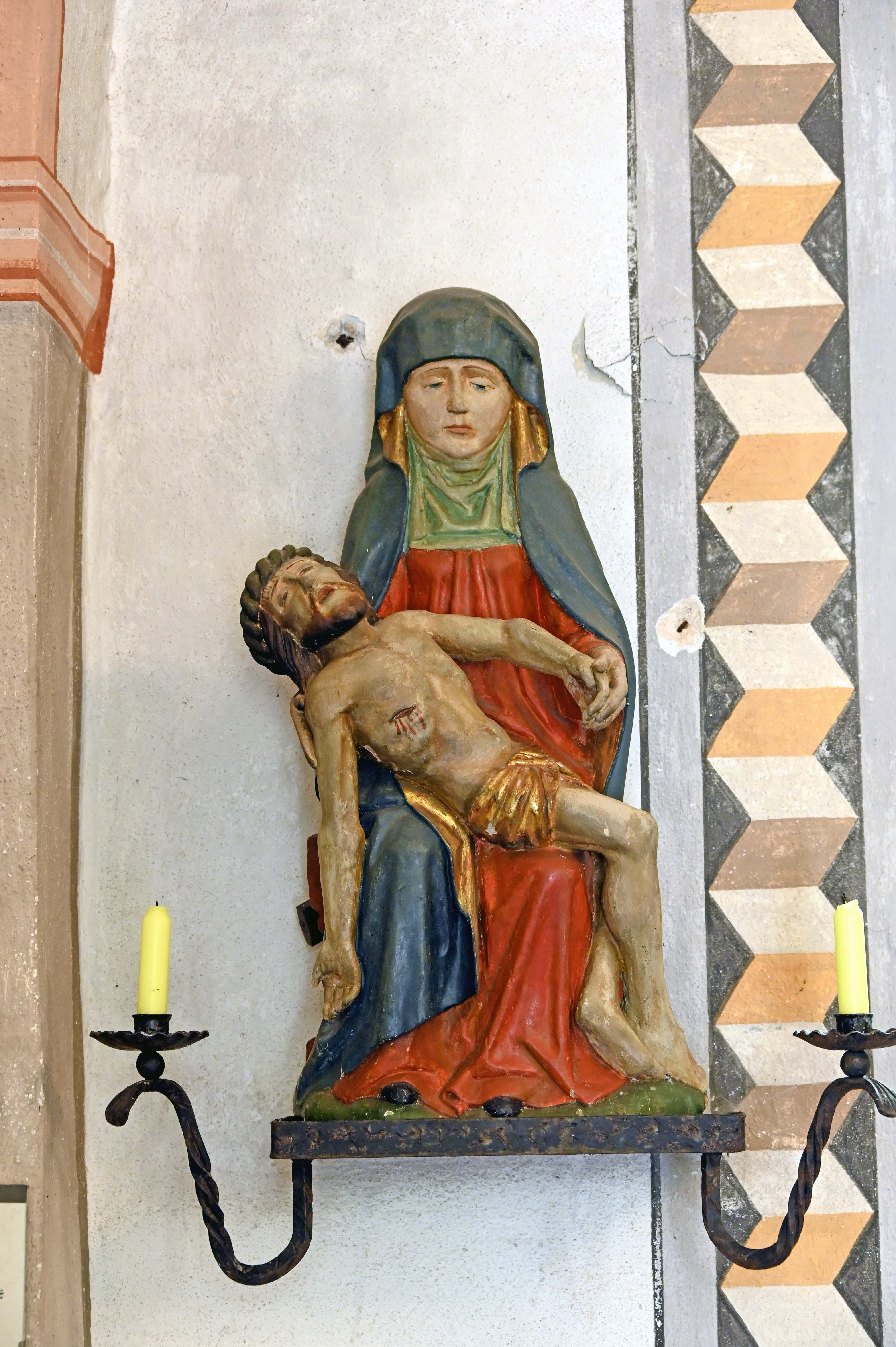
Pietà